# Nicolas Souplit
Leopold Victor Nicolas Souplit (Roux, 9 januari 1883 - 23 augustus 1937) was een Belgisch volksvertegenwoordiger en burgemeester.

## Levensloop
Beroepshalve bediende, werd Souplit in 1918 gemeenteraadslid en schepen van Roux, een gemeente waar hij van 1920 tot 1933 burgemeester van was.
Hij werd socialistisch volksvertegenwoordiger voor het arrondissement Charleroi:
- van 1918 tot 1925, in vervanging van de tegen het einde van de oorlog overleden Ferdinand Cavrot,
- van 1926 tot 1929 in vervanging van de overleden Henri Léonard,
- van december 1931 tot in 1932 in vervanging van de overleden Robert Fesler.